# مولیبدوپترین
مولیبدوپترین (به انگلیسی: Molybdopterin) با فرمول شیمیایی C
۱۰H
۱۰N
۵O
۶PS
۲ + R groups یک ترکیب شیمیایی با شناسه پاب‌کم ۴۵۹ است. که جرم مولی آن ۳۹۴٫۳۳ g/mol می‌باشد. 